# Bystřice (Včelákov)
Bystřice je malá vesnice, část městyse Včelákov v okrese Chrudim. Nachází se asi 1 km na jihozápad od Včelákova. V roce 2009 zde bylo evidováno 30 adres. V roce 2001 zde trvale žilo 45 obyvatel.
Bystřice leží v katastrálním území Včelákov o výměře 6,05 km2.

## Galerie

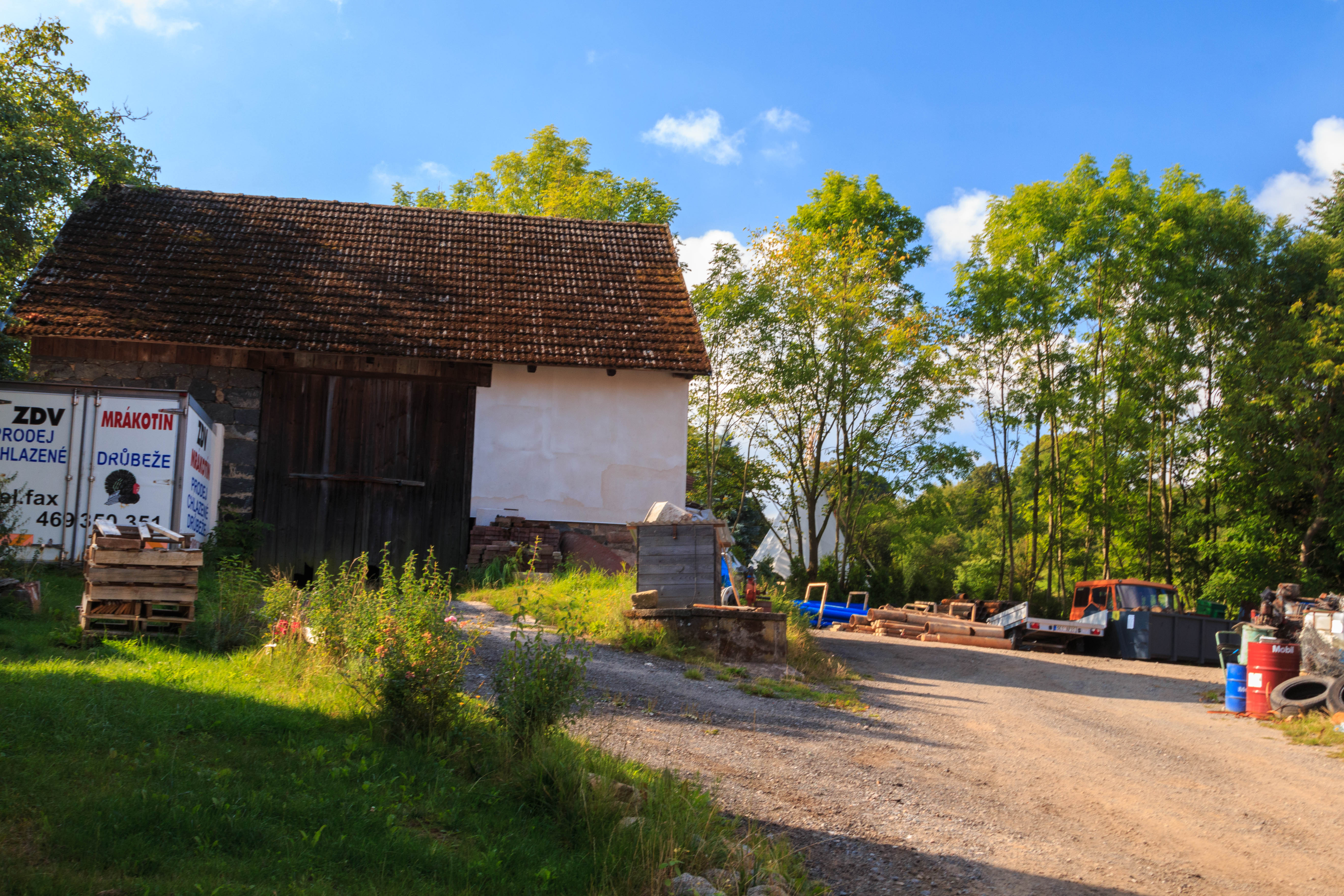
Bystřice u Včelákova - čp. 9
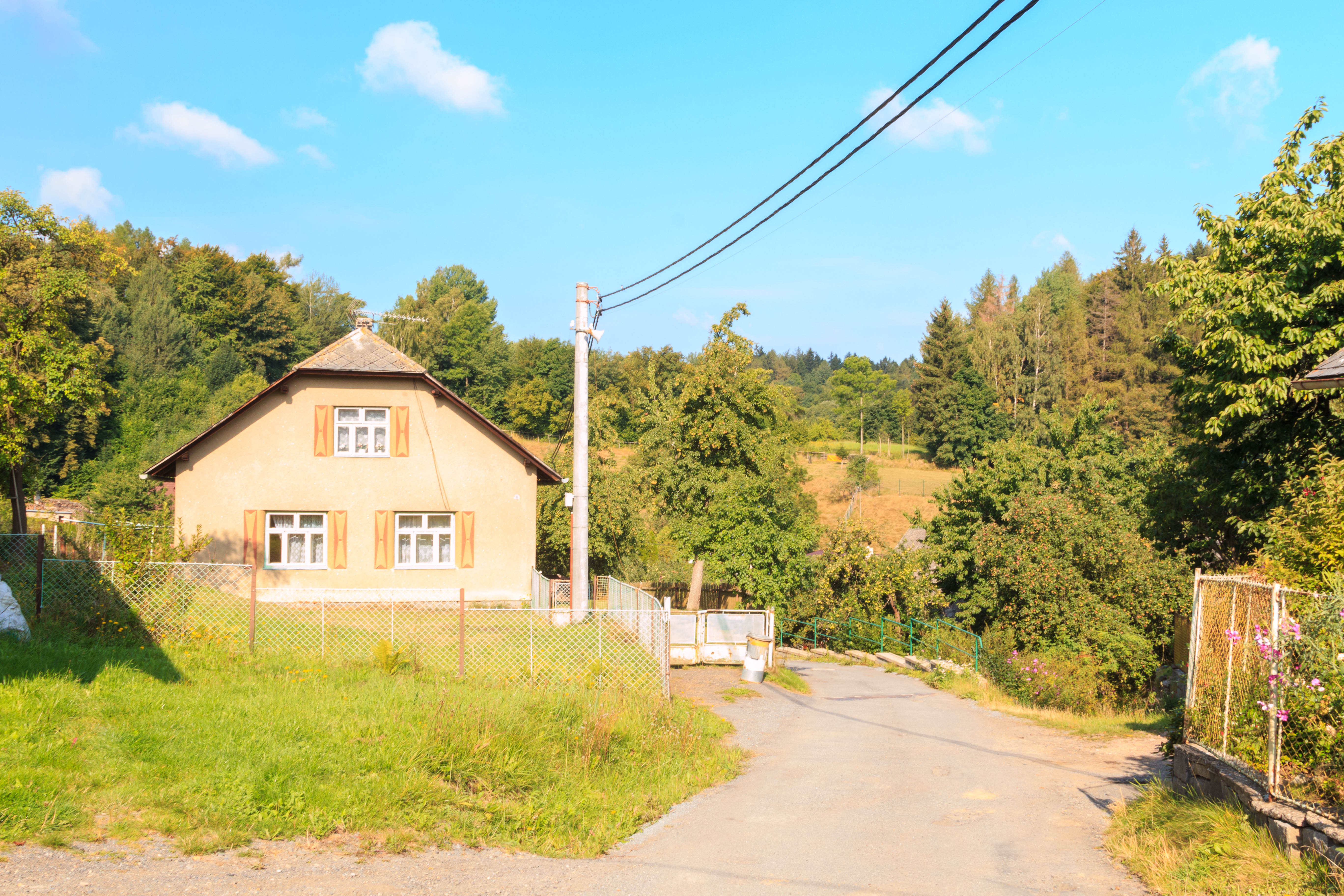
Bystřice u Včelákova - čp. 8
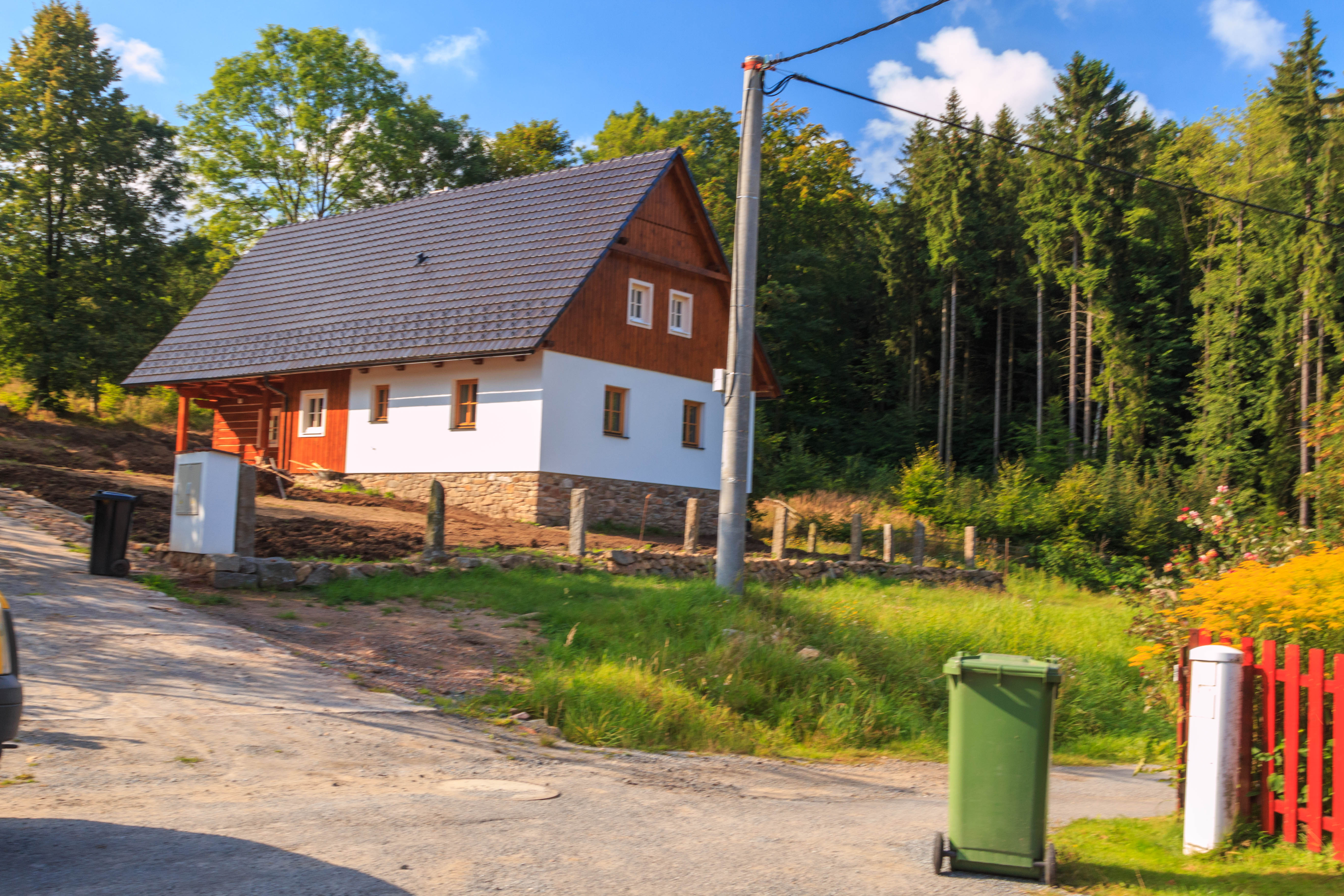
Bystřice u Včelákova - čp. 21
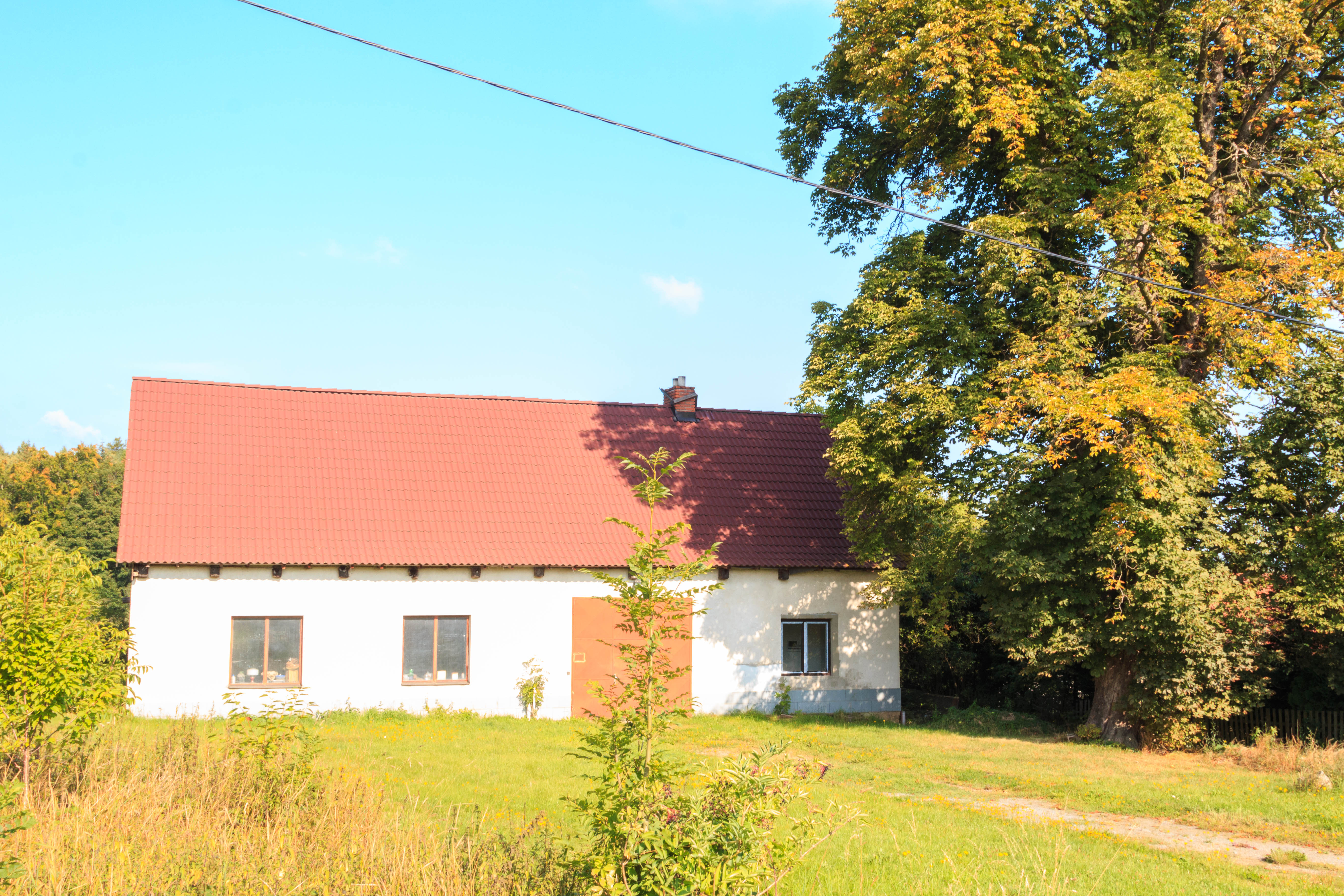
Bystřice u Včelákova - čp. 11